# Спорт в Польше
Спорт в Польше популярен и развит. Польские спортсмены представляют свою страну в международных соревнованиях по большинству видов спорта.
Польские горы удобны для проведения соревнований по зимним видам спорта, а побережье Балтики служит привлекательным местом для занятия всевозможными видами водного спорта.
Польша участвует в Олимпийских играх с 1924 года, хотя национальный Олимпийский комитет (пол. Polski Komitet Olimpijski) был создан ещё в 1918 году. Наибольших успехов на Олимпиадах по сравнению с другими видами спорта добились польские легкоатлеты и боксёры; самым титулованным атлетом является четырёхкратный олимпийский чемпион, трёхкратный чемпион мира и двукратный чемпион Европы по спортивной ходьбе на дальние дистанции Роберт Корженёвски.

## Командные виды спорта

### Футбол

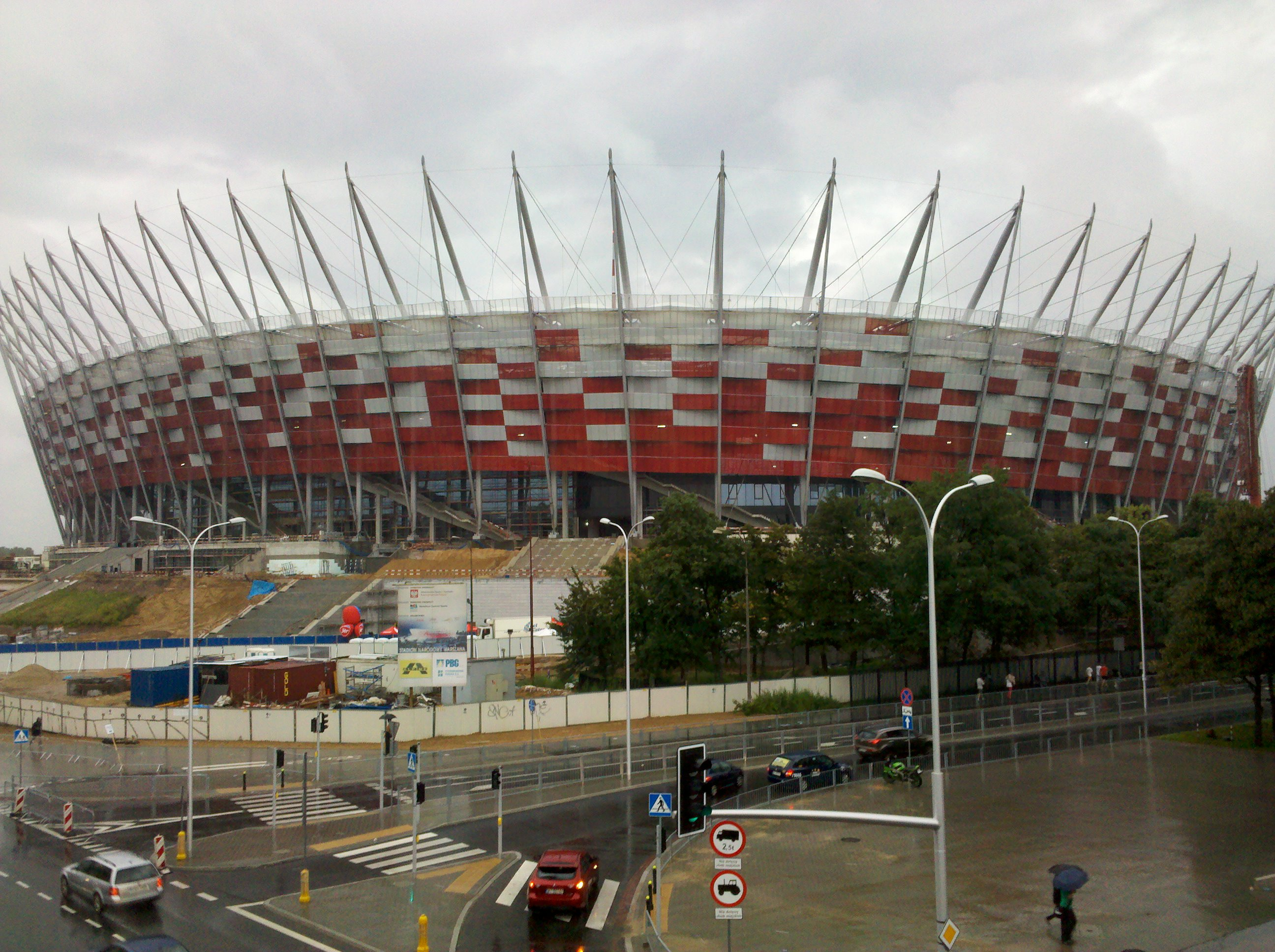
Национальный стадион (Варшава)

Самым популярным видом спорта в Польше является футбол.
Чемпионат Польши по футболу называется Экстракласса (Ekstraklasa) и проводится с 1927 года.
Сборная Польши по футболу образована в 1919 году, среди наивысших достижений команды Олимпийское золото в 1972 году, Олимпийское серебро в 1976 году, а также третьи места на чемпионатах Мира в 1974 и 1982 годах.
В 2012 году Польша, совместно с Украиной, приняла у себя Чемпионат Европы.
- Футболист года в Польше (Piłka Nożna)

### Гандбол

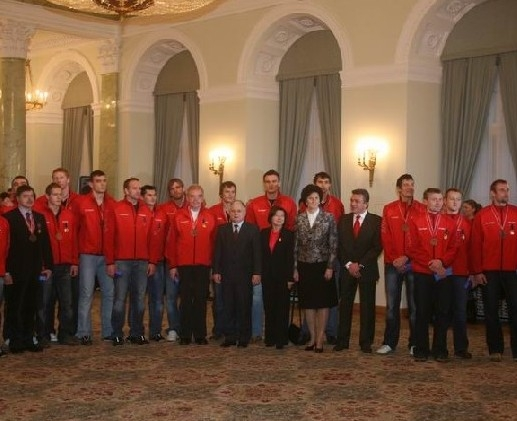
Польские гандболисты с президентом страны

Мужская сборная Польши по гандболу была серебряным призёром чемпионата мира 2007 года и третьей на Олимпийских играх 1976 года, чемпионатах мира 1982 и 2009 годов. В европейских турнирах команде не так везло, лучший результат — 7 место в 2008 году.

### Регби
Чемпионат Польши по регби проходит с 1957 года.

### Волейбол
Волейбол стал особенно популярен в последнее десятилетие, хотя и исторически польские национальные сборные выступали на высоком уровне.
Польский чемпионат (Polska Liga Siatkówki) считается одним из сильнейших в мире, а клубы (СКРА, Закса, Ресовия) являются призёрами главных клубных турниров континента. В 2000-х годах Лодзь трижды за пять лет принимал «Финал четырёх» главного клубного соревнования Европы — Лиги чемпионов.
Мужская сборная Польши по волейболу — одна из сильнейших в мире. Наибольшего успеха на официальных стартах команда добилась в середине 70-х: поляки победили на чемпионате мира в 1974-м и завоевали золото монреальской Олимпиады-76. С 1975 по 1983 год мужская сборная пять раз подряд становилась серебряным призёром континентального первенства. Последние годы отмечены возвращением национальной команды в элиту мирового волейбола и отличными результатами на крупных турнирах: Польша заняла второе место на чемпионате мира-2006, выиграла чемпионат Европы-2009 и победила в последнем розыгрыше (2012) Мировой лиги. Годом ранее (2011) Гданьск принимал «Финал восьми» Мировой лиги (команда заняла третье место).
Женская сборная дважды (2003, 2005) побеждала на континентальном первенстве, трижды становилась призёром чемпионатов мира, а также является двукратным бронзовым призёром Олимпийских игр (1964, 1968). При этом, однако, большая часть удачных выступлений женской команды на международном уровне датирована 1950-60-ми и первой половиной 2000-х гг.

## Авто- и мотогонки

### Ралли и ралли-рейды

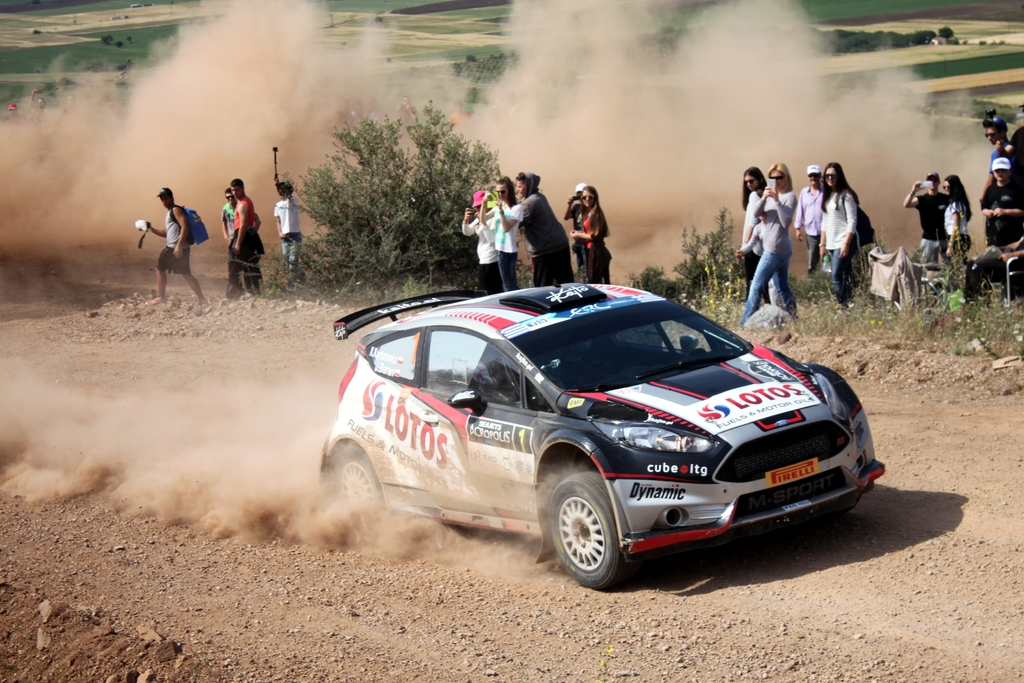
Каетан Каетанович на трассе Ралли Акрополис, 2016

В Польше ежегодно с 1928 года проходит раллийный чемпионат, а Ралли Польши (Rajd Polski) уступает в мире по возрасту только Ралли Австрии и Ралли Монте-Карло.
Польские раллисты неоднократно достойно проявляли себя в раллийных гонках самого высокого уровня. Наиболее титулованными польскими раллистами, которые добились отличных результатов в гонках как европейского, так и мирового уровня, являются:
- Собеслав Засада — первый чемпион Европы по ралли родом из Польши, побеждал в 1966 и 1967 годах в своем классе, а в 1971 году был абсолютным победителем чемпионата Европы по ралли, трижды был вице-чемпионом (в 1968, 1969 и 1972 годах). Также является 3-кратным чемпионом Польши по ралли в абсолютном зачете (в 1967, 1968 и 1973 годах)[1].
- Мариан Бублевич — вице-чемпион Европы по ралли 1992 года. Рекордные семь раз становился раллийным чемпионом Польши в абсолютном зачете (в 1975, 1983, 1987 и 1989—1992 годах)[2].
- Кшиштоф Холовчыц — чемпион Европы по ралли 1997 года, вице-чемпион Европы по ралли 1995 года. Также является 3-кратным чемпионом Польши по ралли в абсолютном зачете (в 1995, 1996 и 1999 годах)[3]. Занял третье место на ралли Дакар в 2015 году[4] и дважды занимал 5-е место — в 2009-м[5] и в 2011-м[6].
- Януш Кулиг — вице-чемпион Европы по ралли 2002 года, трёхкратный раллийный чемпион Польши в абсолютном зачете (в 1997, 2000, 2001 годах)[7].
- Михал Соловов[англ.] — трёхкратный вице-чемпион Европы по ралли 2008, 2009 и 2012 годов[8].
- Михал Косцюшко[англ.] — вице-чемпион юниорского чемпионата мира по ралли 2009 года, бронзовый призёр чемпионата мира в зачёте PWRC 2011 года[9].
- Роберт Кубица становился победителем мирового первенства 2013 года в зачёте WRC-2[10].
- Каетан Каетанович[англ.] — трёхкратный чемпион Европы по ралли 2015—2017 годов, вице-чемпион мирового первенства в зачёте WRC-2 2019 года[11].

### Формула-1
На данный момент единственным пилотом Формулы-1 из Польши является Роберт Кубица. Он дебютировал в «королевских гонках» в середине сезона 2006 года в составе команды BMW Sauber и впервые пришёл на подиум уже в третьей своей гонке — Гран-при Италии 2006 года, заняв 3 место. С 2006 по 2010 годы Кубица завоевал в общей сложности 12 подиумов за команды BMW Sauber и Renault, включая победу в Гран-при Канады 2008 года. Полученная перед стартом сезона 2011 года в ралли травма руки надолго оставила Кубицу без места в Формуле-1, однако в 2018 году он был тест-пилотом команды Williams. Сезон Формулы-1 2019 года Роберт Кубица провёл в качестве основного пилота команды Williams, однако одна из самых слабых машин сезона не позволила Роберту бороться за призовые места.

### Спидвей

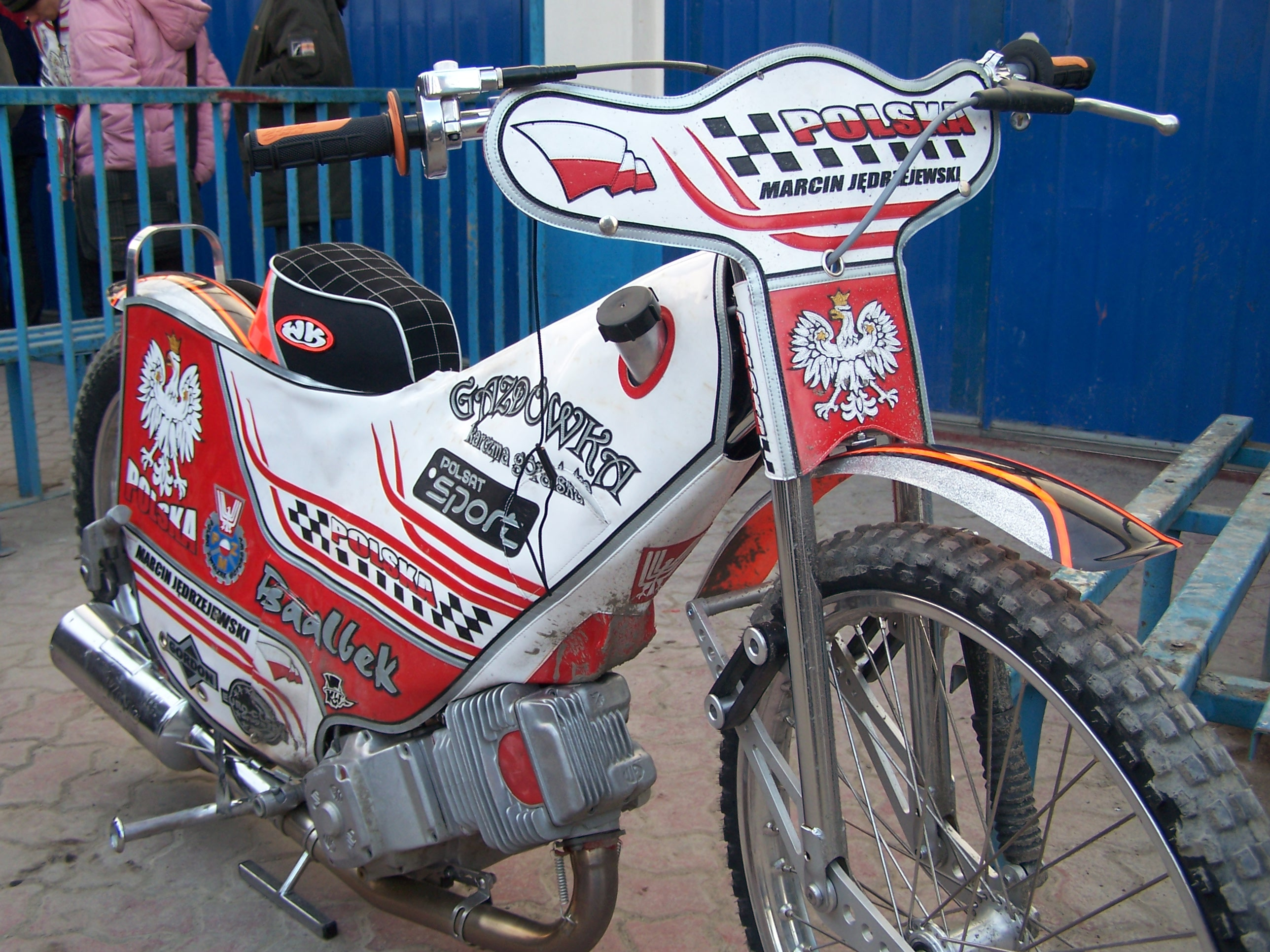
Польский спидвейный мотоцикл

Сборная Польши по спидвею является двадцатикратным чемпионом мира по мотогонкам-спидвею в различных возрастных группах, завоевала 17 серебряных и 22 бронзовых медали. Большой популярностью в стране пользуются индивидуальный, парный и командный чемпионаты по спидвею, причём как среди взрослых, так и чемпионаты среди юниоров до 21 года и до 19 лет.

## Водные виды спорта

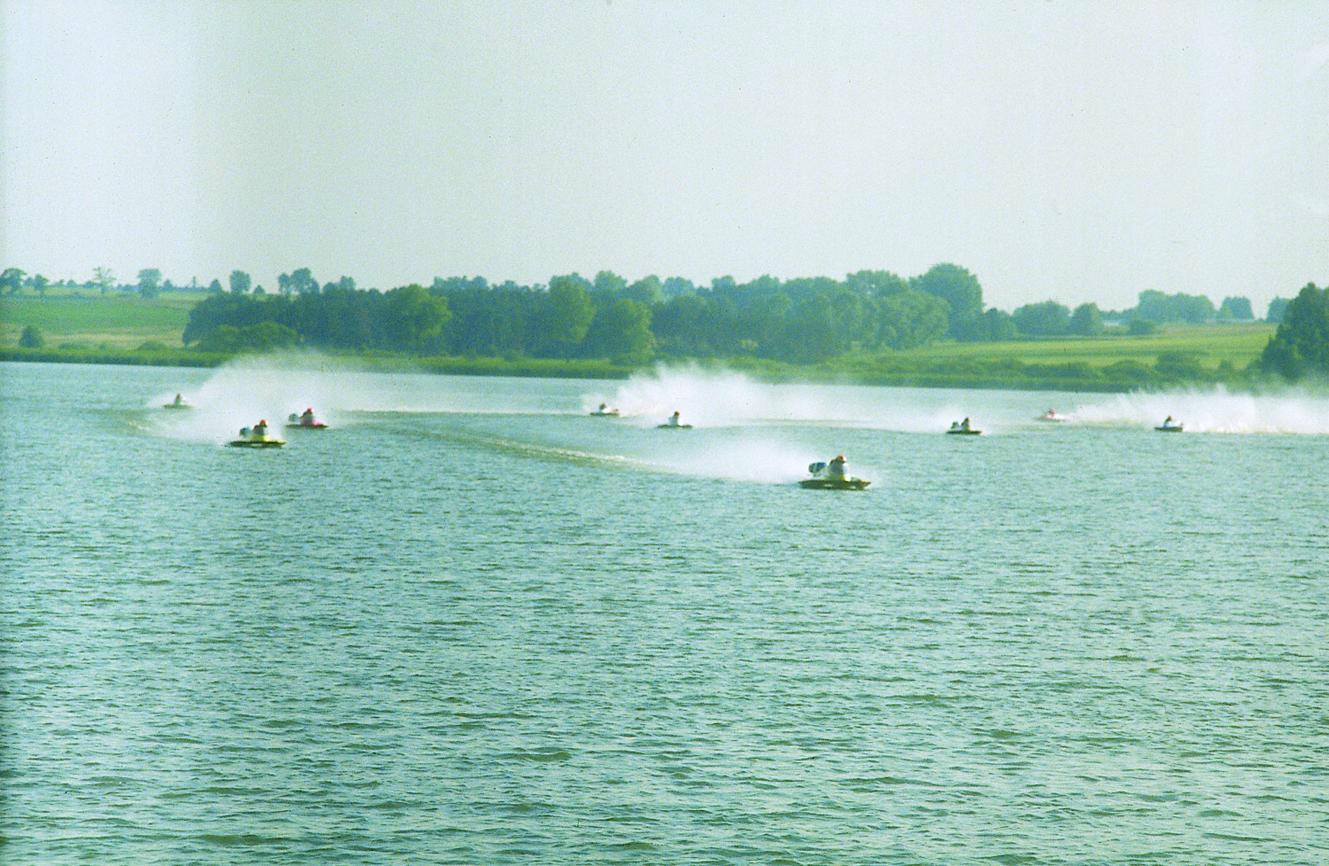
Катерные гонки в Польше

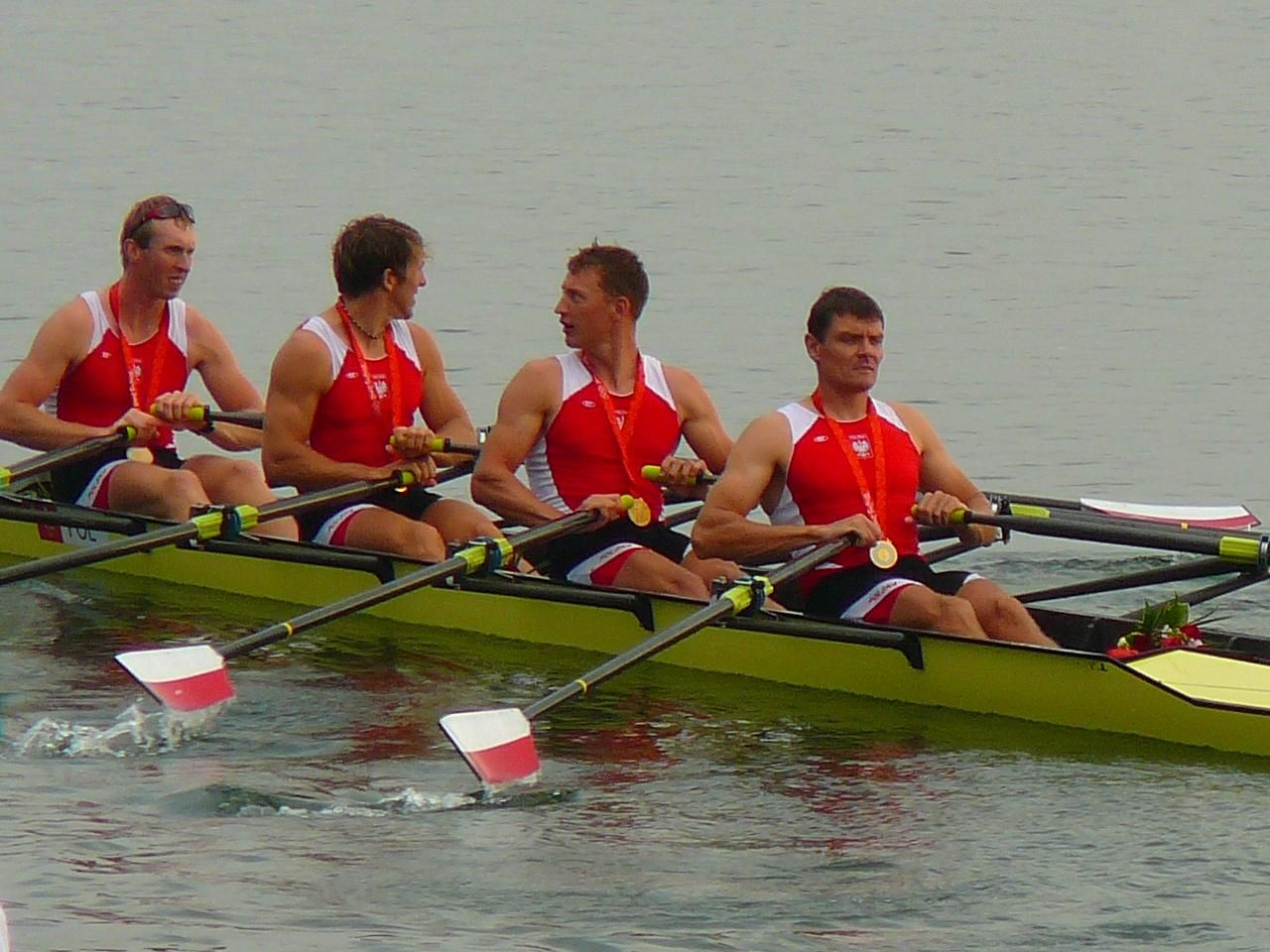
Польская четвёрка гребцов — Чемпионы Олимпиады-2008

Поляки весьма сильны в водных видах спорта.
На Олимпиаде в Пекине польские гребцы завоевали золото в академической гребле четвёрок, серебро в гребле четвёрок в лёгком весе, серебро в двойках-байдарках среди женщин. Польские спортсмены активно выступают на соревнованиях по гонкам на катерах, участвуя в чемпионатах Европы и Мира. Самым титулованным польским гонщиком является шестикратный чемпион мира и четырёхкратный чемпион Европы Вальдемар Маршалек, двое сыновей которого, Бартломей и Бернард, также стали известными гонщиками-катерниками.